# 威廉·劳埃德·韦伯
威廉·索斯康姆·劳埃德·韦伯，CBE（1914年3月11日—1982年10月29日），英格兰作曲家、管风琴家。

## 生平
曾随沃恩-威廉斯学习。晚年担任伦敦音乐学院院长。他作有大量合唱类作品，也有不少器乐曲创作，如交响诗《曙光女神》（Aurora）就颇有名气。他的儿子安德鲁是20世纪下半叶最著名的音乐剧作曲家之一，另一个儿子朱利安则是杰出的大提琴演奏家。